# През Вселената
„През Вселената“ (на английски: Across the Universe) е филм с едноименното заглавие от песен на Бийтълс.
Това е романтичен мюзикъл, който разказва за любовта на 2 млади на фона на неспокойната атмосфера на 1960-те години. в Съединените американски щати - антивоенните протести, хипитата, войната във Виетнам, рокендрола и наркотиците.
Филмът е изпълнен с песни на „Бийтълс“ и представлява своеобразно отдаване на дължима почит към тяхното творчество. Във филма участва и Боно от групата U2.